# A Toys Orchestra
...A Toys Orchestra è un gruppo musicale italiano pop rock, formatosi nell'estate del 1998 ad Agropoli in Campania.

## Stile
Il loro ambiente si muove da un pop-rock intimista di estrazione sixties/seventies di scuola british ad un ambito psichedelico unito a melodie forti e malinconiche e con testi onirici e surreali.

## Storia del gruppo

### Esordi
Il primo nucleo degli ...A Toys Orchestra nasce nell'estate del 1998 ad Agropoli, cittadina del salernitano, dalle ceneri del gruppo punk rock Mesulid, di cui facevano parte Enzo Moretto, Raffaele Benevento e altri due ragazzi di Agropoli. I componenti del nuovo gruppo sono: Enzo Moretto, Ilaria D'Angelis e Raffaele Benevento.
Dopo la loro partecipazione nel quinto volume della compilation Soniche Avventure e la vittoria del concorso "Gruppo Soniche" del 2000 indetto da Sony/Fridge e Radio RockFM, nel giugno del 2001 pubblicano il loro primo album dal titolo Job (Fridge rec.). L'album ottiene ottime recensioni da parte della critica di settore, catapultandoli tra le promesse dell'indie rock italiano.
Dopo l'ingresso di Fausto Ferrara la band si lascia alle spalle l'indie rock più tradizionale per accogliere nuove influenze votate ad un uso più ricercato dell'elettronica grazie all'uso di campionatori e drum machine. Il 10 agosto 2003 partecipano e vincono il MusicalBox-notturno musicale, festival ospitato nell'ambito della rassegna Frequenze Disturbate di Urbino. Ad ottobre il gruppo partecipa al tributo italiano ai Beatles promosso dal sito Musicboom.it, con una rivisitazione in chiave indie del brano I Am the Walrus.

### Prime affermazioni
Nell'autunno 2003 la band lascia la Fridge per passare alla Urtovox Records, iniziando a lavorare concretamente al nuovo album, che viene registrato e mixato presso l'Alpha Departement Groove, studio di Bologna.
Il disco, dal titolo Cuckoo Boohoo, esce a metà ottobre del 2004 e ottiene una ottima rassegna stampa, viene realizzato un videoclip, Peter Pan Syndrome, scritto e diretto dal videomaker Fabio Luongo che, oltre a rientrare nella programmazione di MTV, All Music, Rock TV, RaiSat Extra e Match Music viene selezionato dalla giuria del prestigioso Premio Fandango aggiudicandosi due premi: Miglior videoclip originale (premio speciale Musica! di la Repubblica) e Migliore fotografia (premio Fandango: Video Clipped the radio star).
Inoltre il videoclip viene inserito tra i primi 10 del 2004 nella classifica di fine anno stilata da Musica! di la Repubblica, vince il premio MEI clip estate 2005 assegnato nell'ambito del prestigioso Capalbio film festival, e viene selezionato alla Mostra internazionale di cortometraggio di Montecatini ed alla rassegna di cortometraggi O'Curt indetta dalla mediateca di S. Sofia di Napoli.
All'inizio 2005 il batterista Fabrizio Verta abbandona il gruppo lasciando il posto al giovanissimo Andrea Perillo. Nello stesso anno la band inserisce un pezzo originale intitolato Cammeo nel cortometraggio Minute Stanze di Graziano Staino, nato dalla collaborazione con altri musicisti della scena italiana (Afterhours, Morgan, Paolo Benvegnù, Marco Parente, Cristina Donà, ecc.).
Dal 2005 al 2006 svolgono un'incessante attività concertistica i molti rock club e festival italiani (oltre 160 date).
Il 19 marzo 2007 esce un nuovo album dal titolo Technicolor Dreams, realizzato in collaborazione con Dustin O'Halloran, della band statunitense Devics, nelle vesti di produttore artistico. Il primo estratto dall'album è Powder on the Words, con un video diretto ancora una volta da Fabio Luongo. Degna di nota la collaborazione con l'agenzia “Mind Your Music” di Santa Monica per l'inserimento di tre brani tratti dall'album (Cornice Dance, Amnesy International e Technicolor Dream) nella colonna sonora del film di Jess Manafort The Beautiful Ordinary, uscito nelle sale cinematografiche americane nel settembre 2007.
Il 19 ottobre 2007 la band riceve il prestigioso invito a partecipare al più grosso evento live organizzato da Rai Radio 1 che insieme alla programmazione del singolo Powder on the words sulle reti Rai, anticipa la distribuzione e la promozione europea ed inglese dell'album, accolto con il medesimo entusiasmo dalla stampa estera al punto che ben due brani tratti da Technicolor Dreams vengono selezionati a distanza di poche settimane come singoli della settimana sulla BBC Radio 2 del Regno Unito.
Tantissimi i loro live (oltre 150 nell'arco del 2007 e 2008 che sfociano in un tour europeo di 15 date). Non è quindi un caso che gli Afterhours vogliano che la band partecipi al progetto/compilation Il paese è reale con il brano inedito What You Said, che porterà il gruppo nuovamente negli studi Rai di via Asiago per un concerto che li vedrà insieme agli Afterhours, alla collega d'etichetta Beatrice Antolini e ad altri musicisti quali Paolo Benvegnù e Roberto Angelini.
Due loro brani sono stati inseriti nella fiction televisiva I liceali prodotta e trasmessa da RTI/Canale 5 in prima serata nel novembre 2009. Un ulteriore brano, Invisibile, è inserito nel film d'esordio di Edoardo Leo 18 anni dopo.

### Anni 2010
Il terzo album degli A Toys Orchestra, dal titolo Midnight Talks, esce il 2 aprile 2010 per Urtovox Records.
Il 24 maggio 2011 esce l'EP Rita Lin Songs, che contiene tra le altre The Chauffeur (cover dei Duran Duran) e la versione in italiano di Celentano (traccia numero 5 dell'album Midnight Talks). L'EP è stato offerto in free download per 6 giorni prima dell'uscita ufficiale.
Nel luglio 2011 annunciano che la canzone Powder on the words sarà presente nel film Il giorno in più di Massimo Venier in uscita a fine 2011.
A fine 2011 esce l'album Midnight (R)Evolution, quarto album in studio della band. Il lavoro viene pubblicato insieme ad un documentario in formato DVD intitolato Midnight Stories, che raccoglie tutta la documentazione audiovisiva del gruppo dagli esordi fino ad oggi. Il documentario viene presentato in anteprima sul quotidiano online Indie-Eye.
Dal 21 marzo 2012 sono impegnati come "resident band" nella trasmissione di Fabio Volo Volo in diretta, trasmessa su Rai 3 in seconda serata.
Per quasi tutto il 2013 il frontman della band Enzo Moretto collabora come turnista con Appino.
A partire da dicembre 2013 il gruppo ritorna ad esibirsi dal vivo con un tour chiamato Technicolor Dreams, come l'album del 2007. Nei primi mesi del 2014 il gruppo è a Berlino, ai Vox-Ton Studio, per registrare in studio. Nell'ottobre 2014 viene quindi pubblicato Butterfly Effect (Urtovox/Ala Bianca), album prodotto da Jeremy Glover, già collaboratore di Liars, Crystal Castles e IAMX.
A 4 anni da Butterfly Effect, il 27 aprile 2018, esce Lub Dub (Ala Bianca / Urtovox). Ancora una volta il gruppo cilentano più internazionale di casa nostra riesce a sorprenderci con uno stile rinnovato, carico di passioni e tensione emotiva che non tradisce le aspettative del titolo. “Lub” e “Dub” sono infatti i suoni emessi dal nostro cuore durante il pompaggio del sangue, due suoni che appartengono a tutti noi.

## Premi
Nel 2004 premio Fandango "Video Clipped the radio star" per il video musicale di Peter Pan Syndrome.
Il 23 novembre 2007 il PIMI (Premio Italiano Musica Indipendente) e la SIAE assegnano a Technicolor Dreams il premio della critica "Miglior Disco dell'Anno" con una targa consegnata in apertura al MEI di Faenza.
Nel 2010 vincono lo stesso premio (P.I.M.I. Premio Italiano Musica Indipendente) per la categoria "Migliore band" conquistando una posizione sul podio dei primi tre anche per il "Miglior disco" ed il "Miglior tour".
Nel settembre 2010 vincono il premio "KeepOn 100% live" per la "Migliore performance live dell'anno".

## Formazione

### Formazione attuale
- Enzo Moretto - voce, chitarra, tastiere, sintetizzatore (1998-presente)
- Ilaria D'Angelis - voce, basso, synth, tastiere, chitarra (1998-presente)
- Raffaele Benevento - basso, chitarra, voce (1998-presente)
- Alessandro Baris - batteria, percussioni, loop (2023-presente)
- Julian Barrett - piano, synth, chitarra, basso (2014-presente)
- Mariagiulia Degli Amori - voce, tastiera, basso, percussioni (2024-presente)

### Ex componenti
- Fabrizio Verta - batteria (1998-2004)
- Andrea Perillo - batteria, percussioni, loop (2004-2022)
- Fausto Ferrara - synth, pianoforte, fisarmonica (2002-2009)

### Componenti live
- D.M. - piano, synth, percussioni
- Marco Scarabel - basso, percussioni
- Paolo Iocca - chitarra, piano, tamburello (2010-2011)
- Beatrice Antolini - percussioni, sassofono, synth, basso (2010-2011)
- Paolo Mongardi – batteria (2018-2019) (in temporanea sostituzione di Andrea Perillo)
- Maurizio Sarnicola – basso, tastiere (2018-2019) (in temporanea sostituzione di Julian Barrett)

## Discografia

### Album in studio
- 2001 - Job (Fridge/Venus)
- 2004 - Cuckoo Boohoo (Urtovox/Audioglobe)
- 2007 - Technicolor Dreams (Urtovox/Audioglobe)
- 2010 - Midnight Talks (Urtovox)
- 2011 - Midnight (R)Evolution (Urtovox/Ala Bianca)
- 2014 - Butterfly Effect (Urtovox/Ala Bianca)
- 2018 - Lub Dub (Urtovox/Ala Bianca)
- 2024 - Midnight Again (Santeria)

### EP
- 2011 - Rita-lin Songs (Urtovox/Ala Bianca)

### Compilation
- 2000 - AAVV Soniche Avventure (Fridge/Sony)
- 2004 - AAVV Let It Boom (Music Boom/Audioglobe)
- 2006 - AAVV Songs for Another place (Urtovox - Awful_Bliss/Audioglobe)
- 2009 - AAVV Afterhours presentano: Il paese è reale (19 artisti per un paese migliore?)